# リナルド・ピアッジョ
リナルド・ピアッジョ（Rinaldo Piaggio, 1864年7月15日 - 1938年1月15日）は、イタリアの起業家で、元老院議員である。
彼は1884年にジェノヴァのセストリ・ポネンテにピアッジョを設立し、当初は船舶の備品、後に鉄道関連工業そして航空産業に従事した。
1934年にはイタリア王国の元老院議員となった。
彼の息子のアルマンド（1901年 - 1978年）とエンリーコは、第二次世界大戦後に自動二輪部門を事業拡大した会社を引き継いだ。